# Красний Восток (монітор)
«Красний Восток» - річковий монітор типу «Шквал»

## Історія служби
Корабель був закладений в 1907 році на Балтійському заводі Санкт-Петербурга. Класифікувався як броньований річковий канонерський човен під ім'ям "Ураган". Корабель був по частинах перевезений на Далекий Схід, де був зібраний. В червні 1909 року у селищі Кокуй на річці Шилка спущений на воду.
Корабель вступив у стрій 20 серпня 1910 року і увійшов до складу Амурської військової флотилії. 24 квітня 1922 року корабель отримав ім'я «Троцький», а 16 грудня 1927 року перейменований на «Красний Восток». 6 листопада 1928 року канонерський човен був перекласифікований у монітор. 

### Конфлікт на Китайсько-східній залізниці
19 серпня 1929 монітор «Красний Восток» підтримував операцію прикордонників 55-го Джаліндинського прикордонного загону захоплення острова навпроти села Черняєва. При цьому екіпаж монітора сформував десантну групу, що надала допомогу загону з 47 прикордонників, які вступили в бій з приблизно з 200 бійцями-китайцями. У бою загинуло 5 прикордонників, про втрати червонофлотців не повідомлялось. 
12 жовтня 1929 монітор брав участь у битві при Лахасусу (сучасний Тунцзян), потопивши в бою канонерський човен «Цзянпін» сунгарійської китайської флотилії, і придушивши вогонь 2-гарматної батареї біля села Чічіхе. 30 жовтня — 1 листопада 1929 монітор у складі ударної групи Далекосхідної військової флотилії взяв участь у битві біля Фугдіна (сучасний Фуцзінь). 
При виведенні радянських військ з території Китаю «Красний Восток» сів на мілину в 4 км нижче гирла Сунгарі. Зняти його не вдалося і всю зиму 1929/1930 років корабель стояв біля китайського берега, вмерзлий в лід. Після відкриття навігації монітор був знятий з мілини і 14 травня 1930 прибув на базу в Осиповський Затон.
В 1931 році був здійснений капітальний ремонт монітора, а в 1940 році-його модернізація.

### Друга світова війна
Початок Радянсько-японської війни монітор зустрів у складі 1-ї бригади річкових кораблів у протоці Середня поблизу гирла Сунгарі. Корабель брав участь у боях на річці Сунгарі, висаджував та підтримував вогнем десант піхоти в районі селищ Тусике, Хунхедао, міст Фуцзінь та Саньсін.